# Wöddelbek
Die Wöddelbek (niederdeutsch Wöddelbeek) ist der erste Nebenfluss der Alster. Sie entspringt und mündet in Henstedt-Ulzburg im Kreis Segeberg, Schleswig-Holstein, dem Quellort der Alster.

## Verlauf
Die Quelle der Wöddelbek liegt im Ortsteil Henstedt, 128 Meter südlich der namensgebenden Wöddelteiche bei der alten Schule an der Dorfstraße, 50 m von der nächsten Bebauung Am Wischhof entfernt. Von dort fließt sie nach Süden, unterquert nach 225 m den Suhrrehm und passiert einen ca. 0,4 Hektar großen See westlich des Surredder. Vom Suhrrehm fließt die Wöddelbek 1,66 Kilometer nach Süden, auf ihrem Weg vereinigt sie sich mit sieben kleineren Bächen und Wassergräben. Nach zwei Kurven tritt sie in das Naturschutzgebiet Oberalsterniederung ein und mündet nach 170 Metern, von Norden kommend, in die hier 950 m lange, von Süden kommende Alster, nordnordöstlich des Ortsteils Rhen und 500 Meter westlich der Mündung des zweiten Nebenflusses der Alster, der Wischbek. Die Wöddelbek ist nicht schiffbar.
Der Stadtrat von Henstedt-Ulzburg, der für die Aufrechterhaltung des Flusses verantwortlich ist, plant seine Renaturierung, entschied aber, dass die alten Mäander nicht wiedereröffnet werden sollen.